# Campeonato Mundial de Esgrima de 1973
O Campeonato Mundial de Esgrima de 1973 foi a 39ª edição do torneio organizado pela Federação Internacional de Esgrima (FIE) entre 10 de junho a 24 de junho de 1973. O evento foi realizado em Gotemburgo, Suécia. 

## Resultados
Os resultados foram os seguintes. 
Masculino
| Evento             | Ouro | Prata | Bronze |
| Espada individual  | Suécia · Rolf Edling                                                                                    | Suécia · Hans Jacobson                                                                                          | Itália · John Pezza                                                                                        |
| Espada por equipe  | Alemanha Ocidental · Reinhold Behr · Joachim Peter · Hans-Jürgen Hehn · Joseph Szepesi · Harald Hein    | Hungria · Sándor Erdős · Csaba Fenyvesi · Győző Kulcsár · Pál Schmitt · István Osztrics                         | União Soviética · Igor Valetov · Viktor Modzolevski · Boris Lukomski · Ashot Karaguian · Serguei Paramonov |
| Florete individual | França · Christian Noël                                                                                 | União Soviética · Yuri Shish                                                                                    | Hungria · Jenő Kamuti                                                                                      |
| Florete por equipe | União Soviética · Vasili Stankovich · Vladimir Denisov · Yuri Chizh · Serguei Isakov · Anatoli Koteshev | Alemanha Ocidental · Thomas Bach · Matthias Behr · Harald Hein · Klaus Reichert · Thomas Jäger                  | Polónia · Marek Dąbrowski · Witold Woyda · Leszek Martewicz · Lech Koziejowski · Jerzy Kaczmarek           |
| Sabre individual   | Itália · Mario Aldo Montano                                                                             | União Soviética · Viktor Sidyak                                                                                 | União Soviética · Vladimir Nazlymov                                                                        |
| Sabre por equipe   | Hungria · Tamás Kovács · Attila Kovács · Péter Marót · Pál Gerevich · Ferenc Hammang                    | União Soviética · Viktor Sidiak · Vladimir Nazlymov · Eduard Vinokurov · Viktor Krovopuskov · Vladimir Pavlenko | Itália · Mario Aldo Montano · Rolando Rigoli · Michele Maffei · Cesare Salvadori · Mario Tullio Montano    |

Feminino
| Evento             | Ouro                                                                                           | ' Prata | Bronze                                                                                      |
| Florete individual | União Soviética · Valentina Nikonova                                                           | Hungria · Ildikó Schwarczenberger                                                                               | Hungria · Ildikó Újlaky-Rejtő                                                               |
| Florete por equipe | Hungria · Ildikó Bóbis · Mária Szolnoki · Ildikó Rejtő · Ildikó Schwarczenberger · Magda Maros | União Soviética · Soya Guerasinskaya · Olga Kniazeva · Valentina Nikonova · Valentina Burochkina · Elena Belova | Roménia · Ana Pascu · Ecaterina Stahl · Suzana Ardeleanu · Magdalena Bartoș · Ileana Gyulai |

## Quadro de medalhas
País sede
| Ordem | País               | Medalha de ouro | Medalha de prata | Medalha de bronze |    |
| ----- | ------------------ | --------------- | ---------------- | ----------------- | -- |
| 1     | União Soviética    | 2               | 4                | 2                 | 8  |
| 2     | Hungria            | 2               | 2                | 2                 | 6  |
| 3     | Suécia             | 1               | 1                |                   | 2  |
|       | Alemanha Ocidental | 1               | 1                |                   | 2  |
| 5     | Itália             | 1               |                  | 2                 | 3  |
| 6     | França             | 1               |                  |                   | 1  |
| 7     | Polónia            |                 |                  | 1                 | 1  |
|       | Roménia            |                 |                  | 1                 | 1  |
| TOTAL | TOTAL              | 8               | 8                | 8                 | 24 |